# Wawel Zaginiony

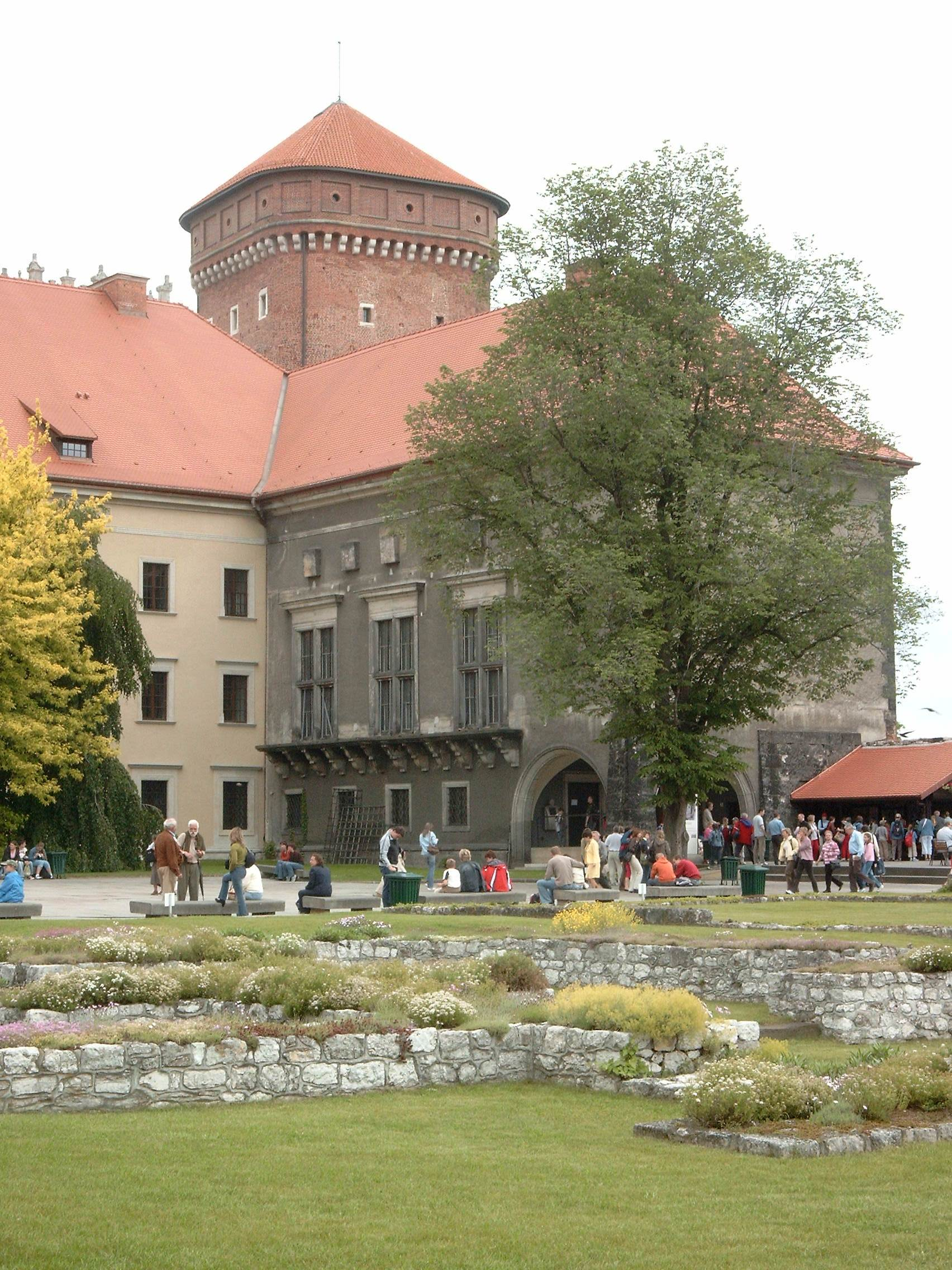
Budynek, w którym mieści się wystawa. W tle baszta Senatorska

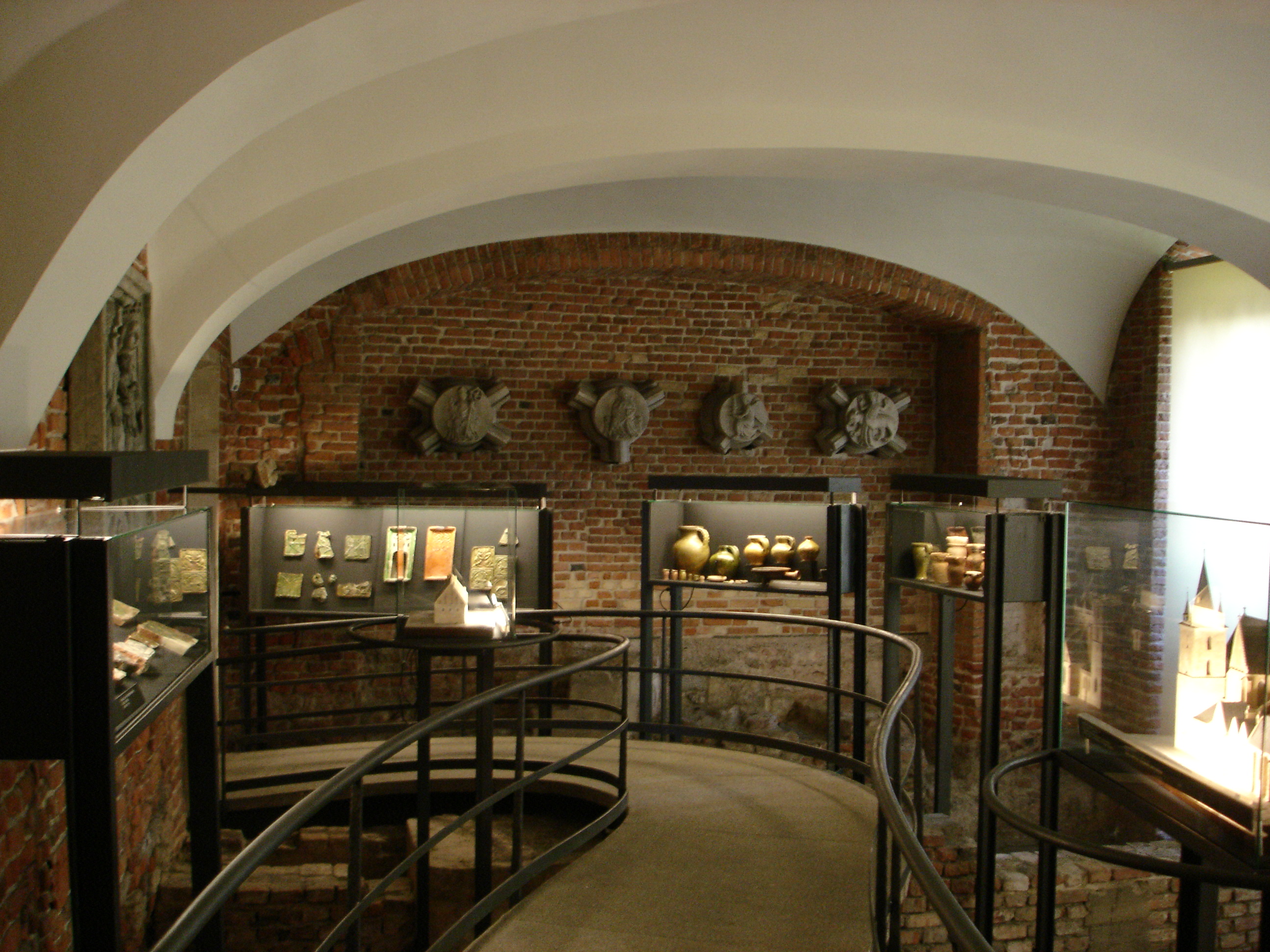
Fragment ekspozycji

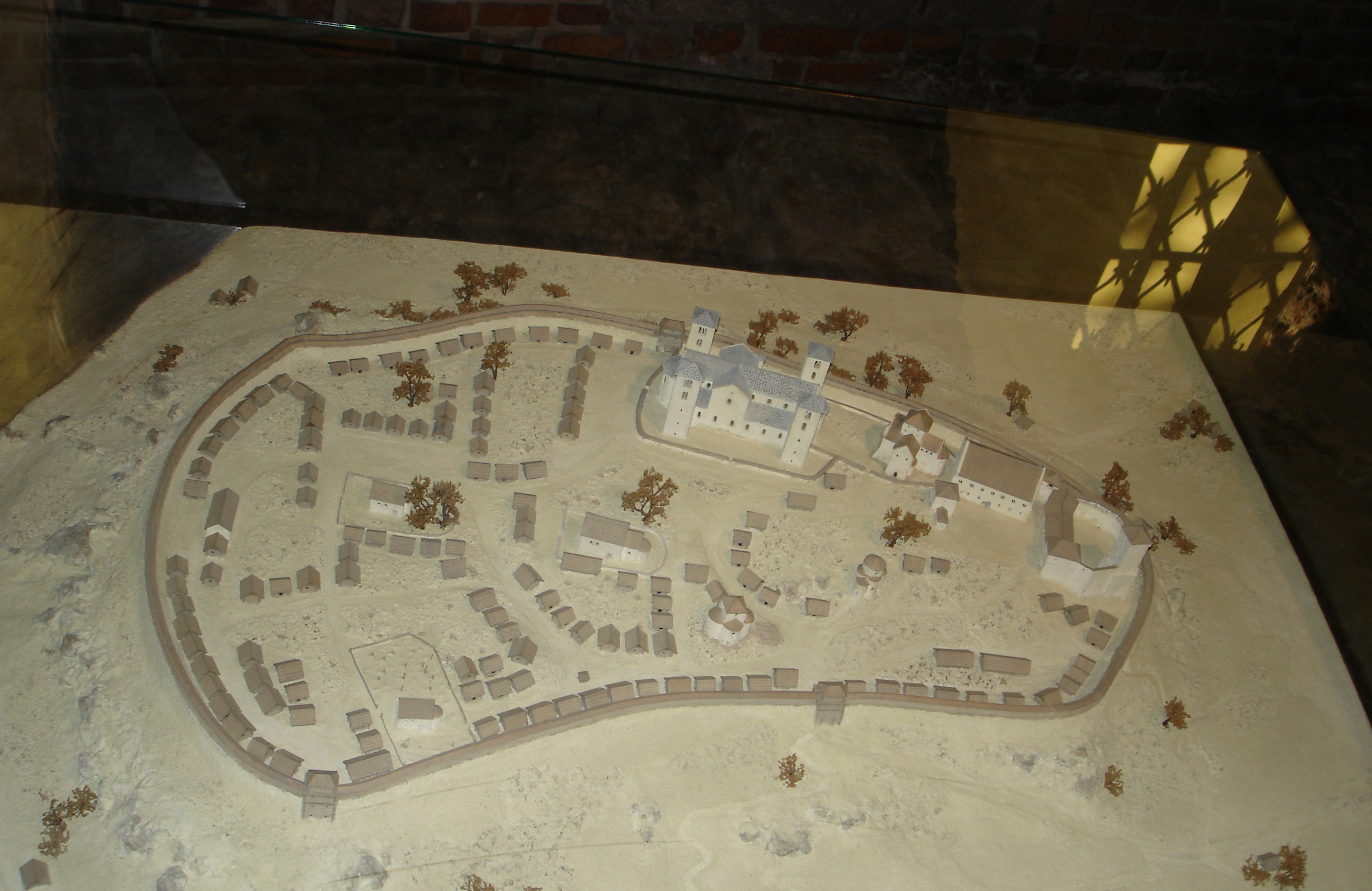
Jedna z makiet na ekspozycji

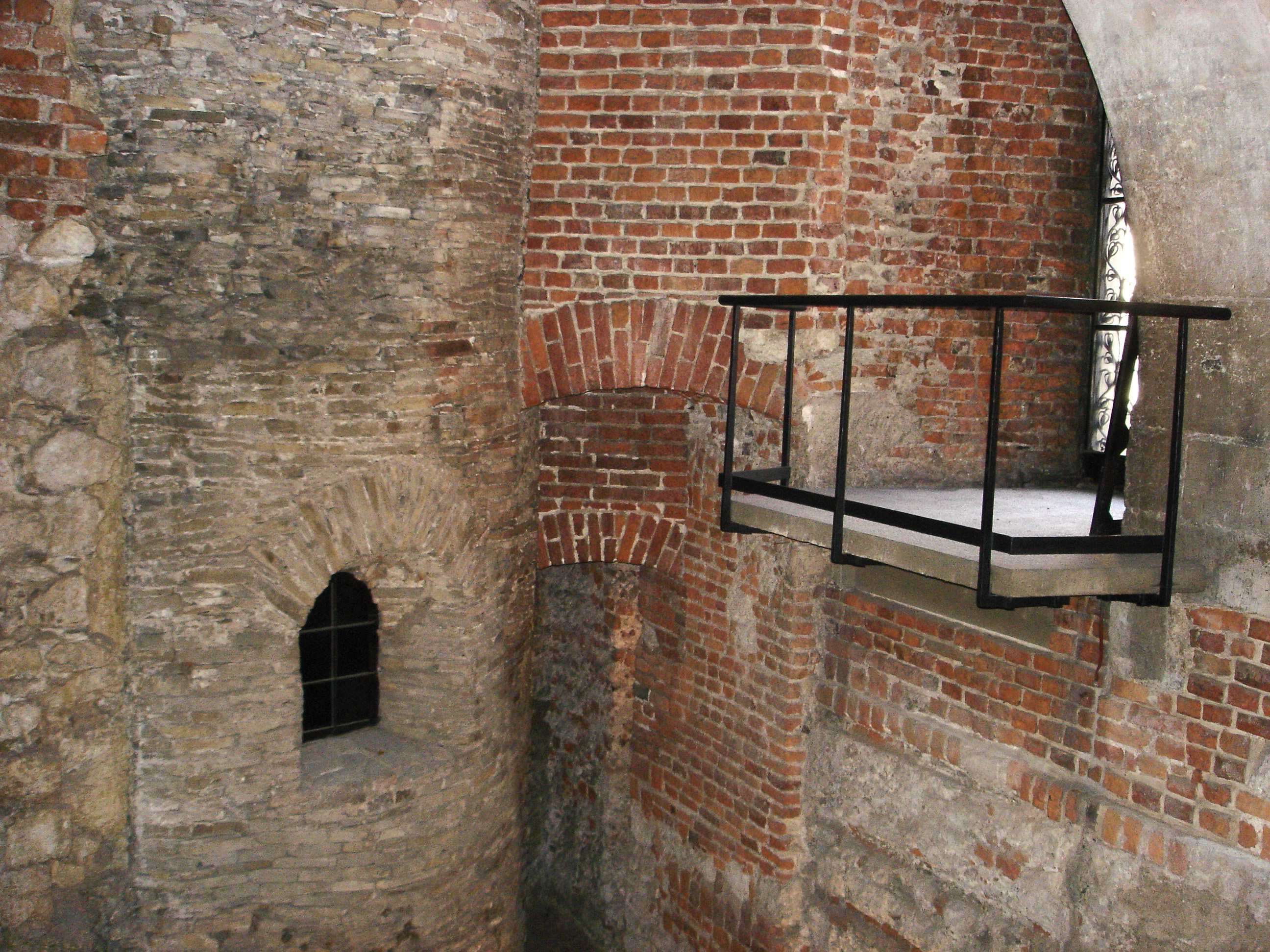
Rotunda NMP

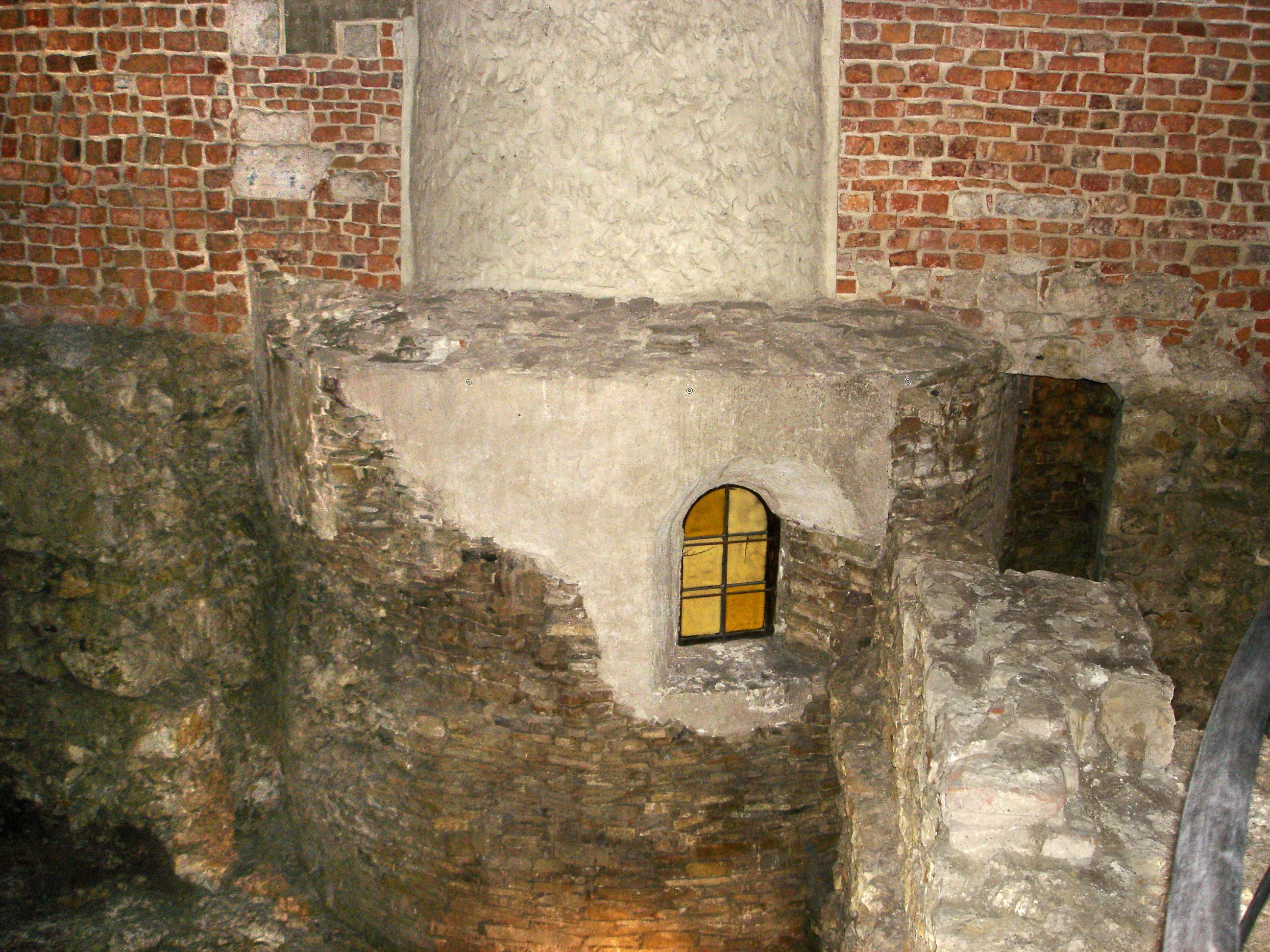
Rotunda NMP

Wawel Zaginiony – rezerwat archeologiczno-architektoniczny i stała ekspozycja, mieszczące się w poniemieckim budynku z lat 40. XX wieku, wzniesionym na miejscu dawnych kuchni królewskich na Wawelu. Ukazuje ona architekturę oraz historię średniowiecznego Wzgórza Wawelskiego. Oprócz szczątków dawnych budowli można spotkać tu liczne zabytki odnalezione podczas prac wykopaliskowych.

## Ekspozycja
Pierwszą część stanowi hall środkowy, gdzie znajdują się modele przedstawiające XVIII-wieczną zabudowę wzgórza – bryłę zamku zamkniętego od zachodu kuchniami, katedrą, budowlami kościelnymi. Znajduje się tam także tzw. miasteczko wawelskie, gdzie wznosiły się kościoły: św. Michała i św. Jerzego. Na ścianie z lewej strony umieszczona jest plansza z planem wzgórza i opisem zabudowy ukazanej na modelu.
W pierwszej części ekspozycji przedstawiona jest historia budowli, takich jak:
- rotunda Najświętszej Marii Panny
- północny mur aneksu
- północny mur mauzoleum
- pochówek szkieletowy
- obronny mur z czasów gotyckich
- fundamenty budowli gotyckiej
- część dawnych kuchni królewskich
- wozownia królewska

Z nadwieszanego chodnika można oglądać rotundę NMP, powstałą ok. roku 1000. Można w niej zobaczyć oryginalny fragment piaskowej posadzki, relikty jednej ze ścian masywu zachodniego oratorium oraz muru przedromańskiego mauzoleum grobowego z zachowanym pochówkiem szkieletowym we wnętrzu.
Tę część wystawy, która znajduje się w wozowniach królewskich i tzw. małej kuchni jest ekspozycją muzealną, gdzie na tle dawnych murów prezentowane są zabytki średniowieczne. Wszystkie tamtejsze obiekty pochodzą z wykopalisk wawelskich.
Prezentowane tu są:
- kamienny posążek wołka z X wieku
- model rotundy NMP
- płyta nagrobna z kościoła "B"
- płyty posadzkowe pochodzące z XIII-wiecznej katedry romańskiej, z zieloną i brunatną polewą, ozdobione motywem roślinnym i geometrycznym
- model kościoła św. Gereona – wzniesionego w 1020 roku
- model katedry romańskiej – bazylika trójnawowa bez transeptu z dwoma czworobocznymi wieżami zachodnimi i mniejszymi okrągłymi wieżami wschodnimi
- model zabudowy wzgórza wawelskiego z połowy XIII wieku
- kamienny posąg św. Stanisława Szczepanowskiego (1346–1364)

Nad chodnikiem zawieszono żebra sklepienne z gotyckiego kościoła św. Jerzego oraz liczne elementy architektoniczne, m.in. bazy i kapitele kolumn, a także fragment nadproża z przedstawieniem gryfa, pochodzący z romańskiej katedry.
Dalej eksponowane są:
- wyroby z żelaza
- liczne monety – w tym także denary Bolesława Szczodrego, Władysława Hermana, Władysława Łokietka, a także monety Władysława Jagiełły, Kazimierza Jagiellończyka, Władysława Warneńczyka oraz Jana Olbrachta
- przedmioty metalowe, szklane, wyroby z kości: pierścionki, kości do gry

Następnie droga prowadzi do kuchni królewskiej. Widoczna jest tam oryginalna posadzka ceglana, piece, filary okapu, model katedry gotyckiej oraz:
- wejścia cztery kopie zworników ze sklepienia katedry gotyckiej z przedstawieniami: św. Stanisława, Chrystusa Salwatora, anioła oraz herbu Rawicz biskupa Grota
- model domu Psałterzystów oraz kopia tablicy fundacyjnej z tego obiektu
- zbiór średniowiecznych naczyń glinianych oraz model insygniów królewskich

W kolejnych dwóch salach znajdują się:
- kartusz herbowy z orłem jagiellońskim i przeplecioną literą S – herb Zygmunta Starego
- próba rekonstrukcji ołtarza kamiennego wykonanego w pracowni Bartłomieja Berrecciego w roku 1521 dla kaplicy św. Trójcy
- kafle z dawnych pieców zamkowych